# 英大基金
英大基金管理有限公司，也称英大资本、英大基金，是一家2012年8月17日，经中国证监会批准，在北京成立的一家国有控股基金公司。
公司由英大国际信托有限责任公司（简称英大信托）、中国交通建设股份有限公司（简称中交股份）和航天科工财务有限责任公司（简称航天科工财务）三家股东发起成立。英大基金注册资金2亿元人民币，其中英大信托出资比例为49%，中交股份出资比例为36%，航天科工财务出资比例为15%。